# Mys Vyvodnoj
Mys Vyvodnoj (englische Transkription von russisch Мыс Выводной Mys Wywodnoi, deutsch ‚Kap Fazit‘) ist ein Kap an der Küste des ostantarktischen Enderbylands. Es liegt östlich des Vechernyy Hill am Ufer der Alaschejewbucht.
Russische Wissenschaftler benannten sie. Der weitere Benennungshintergrund ist nicht überliefert.